# 金剛系列
《金剛》（英語：King Kong）是美國的怪獸電影作品或其跨媒體製作系列，該系列現在包括13部電影，以及相應的電視、小說、漫畫、電玩遊戲、旅遊景點和其他商品。該系列以一種生活在原始島嶼上的巨猿「金剛」為核心，而這座島上還居住著各種史前生物，原版電影《金剛》於1933年由梅里安·庫珀和歐內斯特·B·舍德薩克聯合執導，儘管在大蕭條期間上映，但它仍然取得了票房上的成功。由威利斯·H·奧布賴恩設計的定格动画在電影中的應用也徹底改變特效的定義，對全球電影業產生了持久的影響。
自1933年首映以來，金剛系列已經推出了12部電影，金剛通常是仁慈、有時甚至是暴力的主角。由於版權歸屬不同，《金剛》被授權給不同的製片廠。然而，原版電影及其續集一直由雷电华电影製作和擁有，直到1996年這些電影透過透納娛樂公司交由華納兄弟繼承。該系列也因而經歷了幾次中斷和復興。
金剛系列在間隔期間激發了其他類型電影的靈感，例如《巨猩喬揚》、《原子怪獸》、《黑湖妖潭》、哥斯拉系列和《侏羅紀公園》。

## 歷史

### 開創

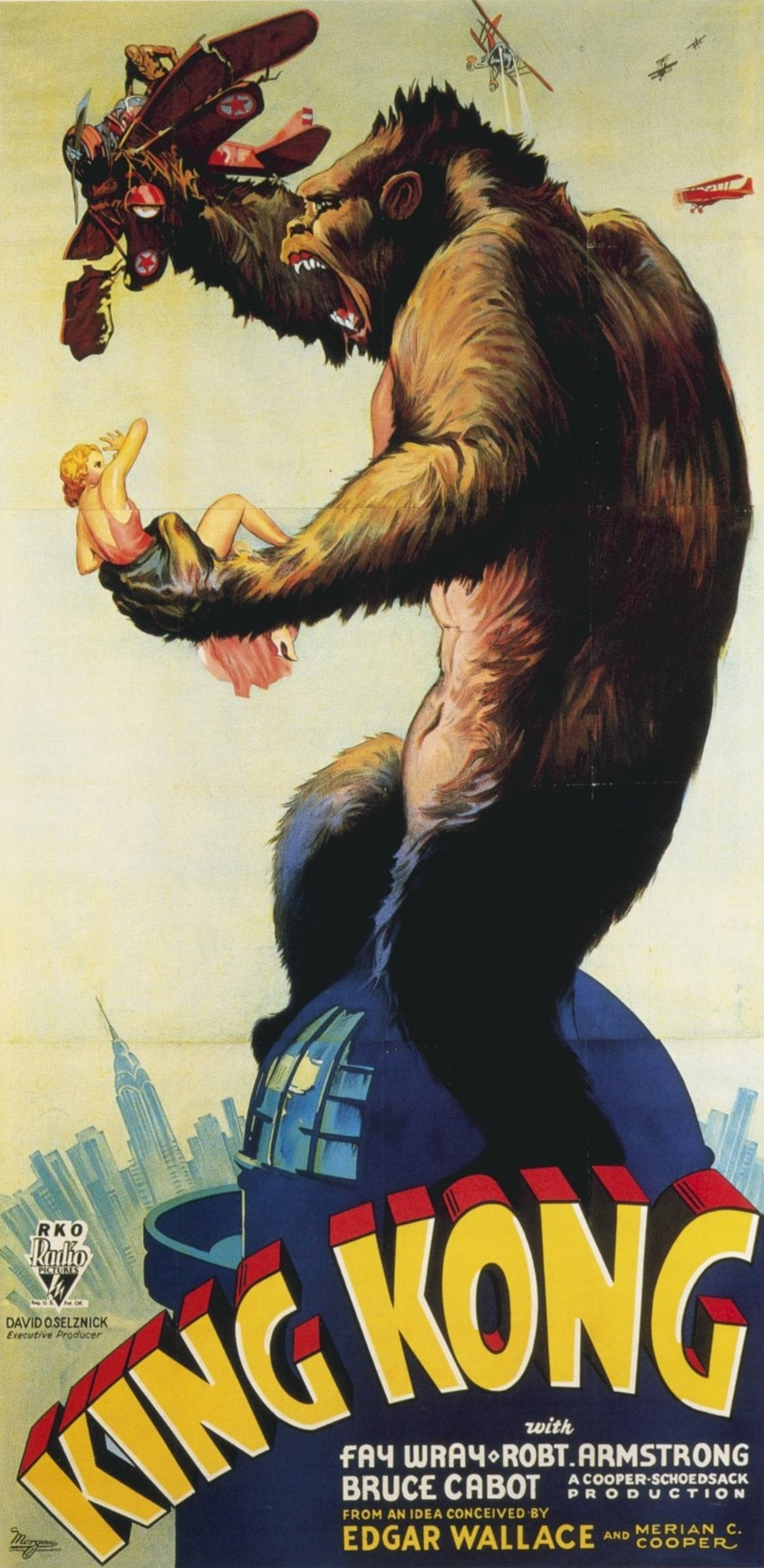
《金剛》電影海報。

1933年，雷电华电影製作並發行了《金剛》，儘管在經濟大蕭條期間上映，但仍取得了票房成功，首四天收入達9萬美元。。電影的成功迅速帶來了一部續集，並將整個系列逐漸擴展成一個包括翻拍、重啟、書籍、遊戲、景點等跨媒體系列。這部電影最終在票房上總共賺取了1000萬美元，並於1952年重映時賺取了250萬美元。
《金剛》的成功不僅僅體現在票房上，更在特效領域帶來了重大的創新，尤其是在定格动画方面對全球電影工業產生了深遠的影響。特效動畫師威利斯·H·奧布賴恩因此被廣泛視為這一媒介的先驅。該作品被評論家和記者廣泛視為一部傑作，成為美國電影的標誌性作品，也被譽為有史以來最偉大的怪獸電影之一。目前《金剛》已獲國家影片登記表認可並被選為保護對象。

### 1960年代

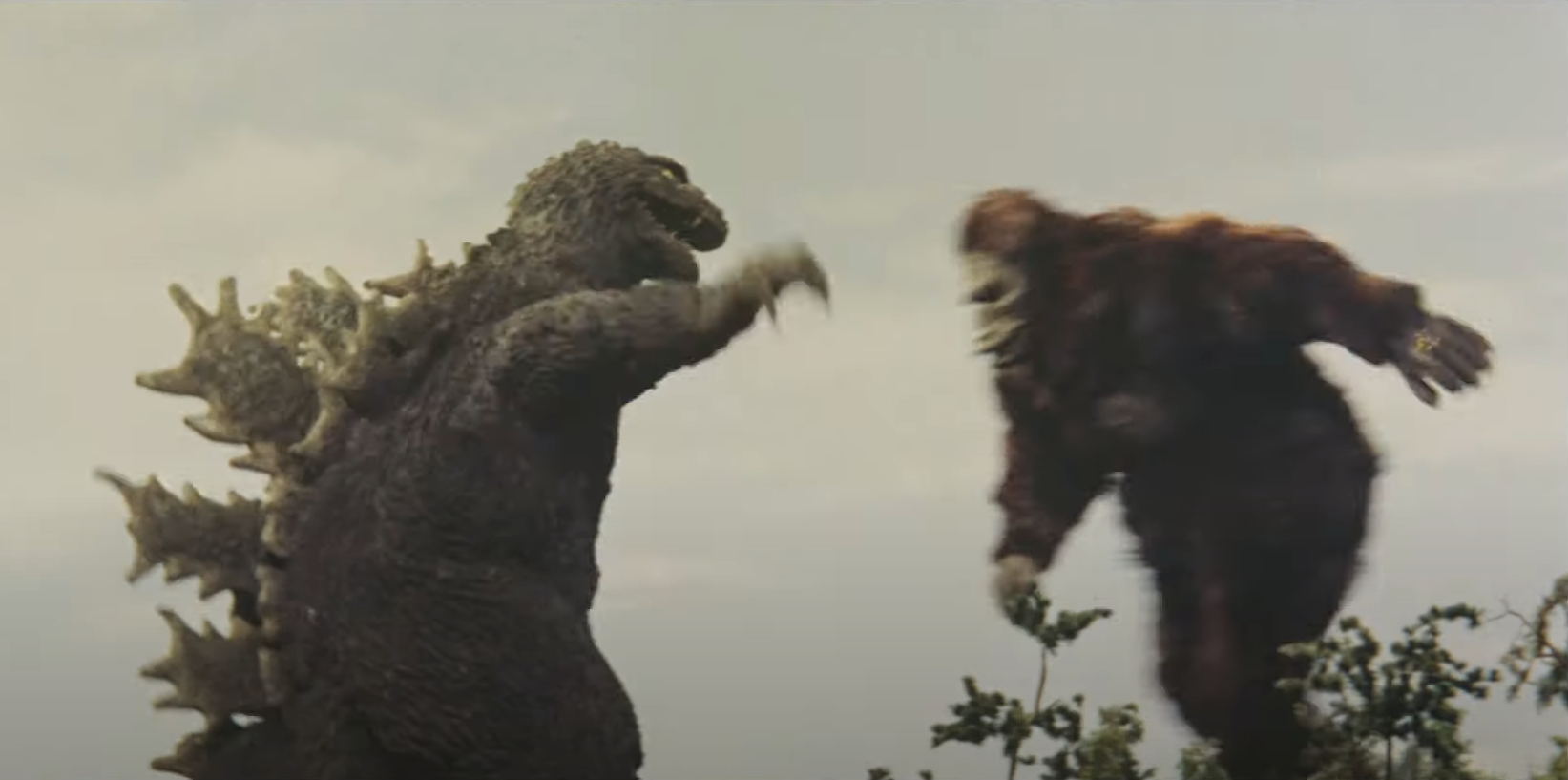
1961年日本電影《金剛對哥吉拉》劇照。

1960年代初，奧布萊恩構思一個名為《金剛對科學怪人》的故事大綱，並附有水彩插圖和素描，希望引起人們針對金剛進行製作彩色电影的新企劃。雷電華的律師丹尼爾·奧謝在奧布萊恩的提案下授予了他金剛角色的使用許可，並引薦他給獨立製片人約翰·貝克，以獲得該項目的資金支持。儘管奧布萊恩的大綱後來由喬治·沃辛·耶茨改編為劇本（重新命名為《金剛對普羅米修斯》），雖與幾家工作室和導演會面，貝克卻未能在好萊塢成功推銷該項目，而是轉向與外國工作室聯繫。
貝克成功地與製作1954年電影《哥吉拉》的東寶達成協議，然而，東寶的主要關注點是從雷電華和貝克取得金剛的授權，而非奧布萊恩的故事。因此，原本名為《科學怪人》的項目被重新構思為以哥斯拉為主角的作品，最終改編為《金剛對哥吉拉》。然而，這筆交易在奧布萊恩不知情或同意的情況下完成，並涉及未經授權使用奧布萊恩的想法在電影中的可能性而引發潛在的法律糾紛。後來，由於律師費用等原因，針對貝克的訴訟最終被撤銷，而奧布萊恩則在1962年11月8日去世。
不同於1933年的《金剛》，《金剛對哥吉拉》的特效採用了特攝技術，即套裝演員穿戴怪獸套裝和微型場景的方式拍攝，並由廣瀨正一扮演金剛，中島春雄扮演哥吉拉。部分場景還使用了定格動畫。《金剛對哥吉拉》最終於1962年8月11日在日本首映，並取得了票房成功，在首映期間售出1120萬張電影票，獲得3.52億日元（約合972,000美元）的分銷租金。這使得該電影成為日本歷史上第二賣座的日本電影，同時也是當年在日本上映的第四部賣座電影，為當年東寶的第二大作品。
由於東寶急於獲得金剛的授權，他們同意將《金剛對哥吉拉》的戲劇及電視發行權讓給貝克，貝克獲得了在美國、加拿大、阿拉斯加、英國和以色列等地區的發行權，而東寶則保留了遠東地區的獨家發行權。貝克還獲得了製作自己版本的權利，並進行了本土化的版本，除了使用美國演員的新鏡頭，並將伊福部昭的配樂替換為環球影業的庫存音樂。《金剛對哥吉拉》的美國版本於1963年6月26日上映。該電影的日本版直到2019年才在日本以外的國際地區發布。
1966年，美國製片公司蘭金/巴斯動畫娛樂成功獲得雷電華的授權，開始進行金剛動畫系列和新的真人電影的製作。這次合作還涉及到與日本的東映動畫，其成果之一是1966年在ABC首播的電視動畫系列《金剛秀》。與此同時，蘭金/巴斯與東寶公司達成協議，計劃共同製作一部與動畫系列相關的金剛電影。然而，東寶提出的劇本《魯賓遜漂流記：金剛大戰伊比拉》未能被蘭金/巴斯接受，導致該企劃分道揚鑣。東寶隨後繼續改編這個企劃，並將金剛替換為哥吉拉的角色，最終推出了《哥吉拉·伊比拉·摩斯拉 南海大決鬥》。
同年9月，東寶再度向蘭金/巴斯提供一份名為《金剛的逆襲》的新電影提案的大綱。這份提案在某種程度上參考《金剛秀》的故事元素，同時也保留了《魯賓遜漂流記：金剛大戰伊比拉》的部分元素，如跨張的反派、非法核武器燃料的生產和南海場景，但整體劇情則經歷顯著的修改。這一提案在獲接受後，於1967年春季展開電影的拍攝工作，中島春雄再次扮演金剛，《金剛的逆襲》最終於1967年7月22日在日本上映。但與前作相比，這部電影未能取得顯著的票房成功。
環球影業在隨後的一年發布《金剛的逆襲》的英文配音版。該影業簽訂了一項協議，保留了該部作品在美國版本的40年版權。

### 1970-80年代
雷電華對《金剛》翻拍版的計劃起源於1976年，然而，各方對此的解釋並不一致。製片人迪诺·德·劳伦提斯聲稱他決定重新拍攝《金剛》的動機，是因為他在女兒的房間看到了1933年電影的一張海報。ABC副總裁麥可·艾斯納聲稱是他在1974年12月在電視上觀看1933年的電影後構想了重啟的點子，並隨意地向當時的美希亞音樂和環球影業總裁及首席執行官西德尼·希恩伯格提到了這個想法。希恩伯格還向當時的派拉蒙影業總裁巴里·迪勒提到該項提案。
希恩伯格和迪勒同時展開各自的《金剛》翻拍計劃，但彼此並不知對方的項目。迪勒聘請德·勞倫蒂斯（De Laurentiis）代表派拉蒙的製作人，而希恩伯格則聘請小杭特·斯特姆伯格代表環球製作。1975年4月15日，環球影業律師阿諾德·謝恩（Arnold Shane）和勞倫蒂斯，與雷電華的律師丹尼爾·奧謝（Daniel O'Shea）會面，商談購買《金剛》版權的事宜。雖然雙方沒有簽署文件，但雙方離開時都相信已經為各自的公司確保版權；然而，派拉蒙在隨後的一個月與雷電華簽署了協議，並在宣布製作由約瑟夫·薩金特執導、博·戈德曼編寫劇本的《金剛傳奇》。並在之後得知環球另一部籌備中的金剛電影計劃。
環球和派拉蒙很快陷入訴訟。環球堅持認為已與雷電華達成了口頭協議，要求從勞倫蒂斯和雷電華獲得2500萬美元的損害賠償，同時聲稱《金剛》已屬於公有領域，因為環球在1930年代出版了《金剛》故事的小說化版本。雷電華則以侵犯版權為由提起反訴，要求9000萬美元的損害賠償，同時在製作自己的電影的同時發布嘲弄環球的廣告（例如「世界上仍然只有一個金剛」）。
1976年1月，雙方曾進行協商，考慮讓兩家公司共同製作一部電影並分享利潤，但勞倫蒂斯拒絕了環球使用他們的劇本並控制商品的提議。訴訟在同月結束，勞倫蒂斯同意支付一個未公開的百分比作為賠償環球取消的電影，而環球則立誓在未來的某個日期製作他們自己的《金剛》電影。
派拉蒙的電影開始製作後，卡羅·蘭博蒂被任命領導特效團隊，專注於建造金剛的特效元素，其中包括巨大的手和一個高達40英尺的金剛機器人，該機器由葛倫·羅賓森（Glen Robinson）負責監督建造。與東寶電影類似，該電影的金剛是透過猩猩服來呈現，特效化妝師里克·贝克更親自扮演金剛。製作機器人的成本約為200萬美元，而巨大的手和特效服裝的額外花費則為40萬美元。用於一個場景的全尺寸靜態金剛成本為30萬美元。由於電影的上映日期被製片廠設定在1976年12月，且德·羅倫提斯堅持擊敗環球影業，因此電影的製作變得匆忙。並導致道具和機械及頻繁故障導致拍攝延遲，甚至還製作出錯誤的兩隻全尺寸右手，同時導演约翰·吉勒明在片場的專橫行為，使得派拉蒙《金剛》預算膨脹到2400萬美元，以及行銷成本達到1000萬美元。
《金剛》最終由派拉蒙影業排訂於1976年12月17日上映，並在票房上取得9000萬美元的成功。儘管影評對該片好壞參半，且與原作比較不利，但該片贏得了當年的奧斯卡最佳視覺效果獎，與《逃离地下天堂》共享。
1977年，德·羅倫提斯表示1976年的翻拍電影將「肯定」製作續集。然而，由於該作品票房表現不佳以及有關金剛角色擁有權的法律問題，續集的開發受到各種阻礙。編劇史蒂芬·普雷斯菲爾德表示，自己為該續作寫了各種「令人尷尬」的劇本。儘管最初對於女性金剛感到懷疑，但德·羅倫提斯最終批准了普雷斯菲爾德和羅納德·舒賽特的提案，即為金剛裝上呼吸器並用人工心臟恢復的發展故事 。吉勒明在與肖恩·康纳利合作的《太班》因預算崩潰後回歸執導續集。續作的製作於1985年10月宣布，並於1986年4月在田納西州開始拍攝，最終於同年12月上映。
《金剛復活》由德·羅倫提斯娛樂集團排訂於1986年12月19日上映，然而該作品反響不佳，票房表現失敗，僅在美國和加拿大獲得了470萬美元的票房，同時受到影評人的負評。

### 1990年代
1993年，東寶考慮重新拍攝《金剛對哥吉拉》，因為該片是迄今為止東寶最成功的哥吉拉/金剛系列電影。然而經商討後，東寶得出結論認為重新獲得《金剛》的版權將會很困難，因此考慮使用在《金剛秀》和《金剛的逆襲》登場的機械剛作為代替，特效導演川北紘一提出了一個受1966年電影《驚異大奇航》啟發的概念，即機械猩猩將注射人類進入哥吉拉體內，人類在哥吉拉體內與野獸戰鬥，同時機械剛在外部與哥吉拉對抗。川北表示，這一概念將探索哥吉拉體內的不同世界。然而，由於機械金剛與金剛過於相似，也需要獲得相應的版權，因此東寶放棄了使用機械剛的計劃，並將該提案改編為《哥吉拉vs機械哥吉拉》。
1995年，環球影業為電影製片人彼得·杰克逊提供執導翻拍版《金剛》的機會。他之前因執導《恐怖幽灵》而獲得評論界普遍好評。由於「金剛」這個角色在當時已經進入公共領域，因此角色許可不再是問題。傑克森最初拒絕了這個提議，但在擔心由於不同導演的原因將會導致電影失敗後改變了決定。傑克森當時同時被指定為《魔戒》電影改編的導演，但由於製片人哈維·溫斯坦未能獲得版權，他選擇繼續進行《金剛》的拍攝。為了撫慰溫斯坦的憤怒，傑克森簽署了一項有利於各方的《金剛》合作/發行協議。在執行製片人羅拔·湛米基斯的監督下，預製片工作開始進行，環球批准了傑克森和他的妻子法蘭·華許共同編寫的劇本，計劃於1997年開始拍攝，可能在1998年上映。
然而，由於對當時即將上映的三星影業《酷斯拉》和華特迪士尼影業的《巨猩喬揚》的競爭感到擔憂，環球於1997年1月停止了進展。儘管當時维塔数码和维塔工作室已經製作了為期六個月的預製片，但環球在隨後的一個月內放棄了《金剛》的計劃，傑克森轉而執導《魔戒》三部曲的製作，多年後，傑克森和他的經常合作夥伴克里斯蒂安·瑞弗斯指出，傑克森最初未使用的《金剛》劇本，與環球1999年重拍的《盜墓迷城》有顯著相似之處。
1998年，華納兄弟公司發行了錄影帶動畫電影《強大的金剛》。這是針對1933年電影的重啟版動畫電影，由達德利·摩爾、茱蒂·班森、比爾·塞奇、傑森·格雷-史坦福和理查德·紐曼擔任配音。該動畫收到了負面評價，並在大多數《金剛》影片排名榜上位居較低。

### 2000年代

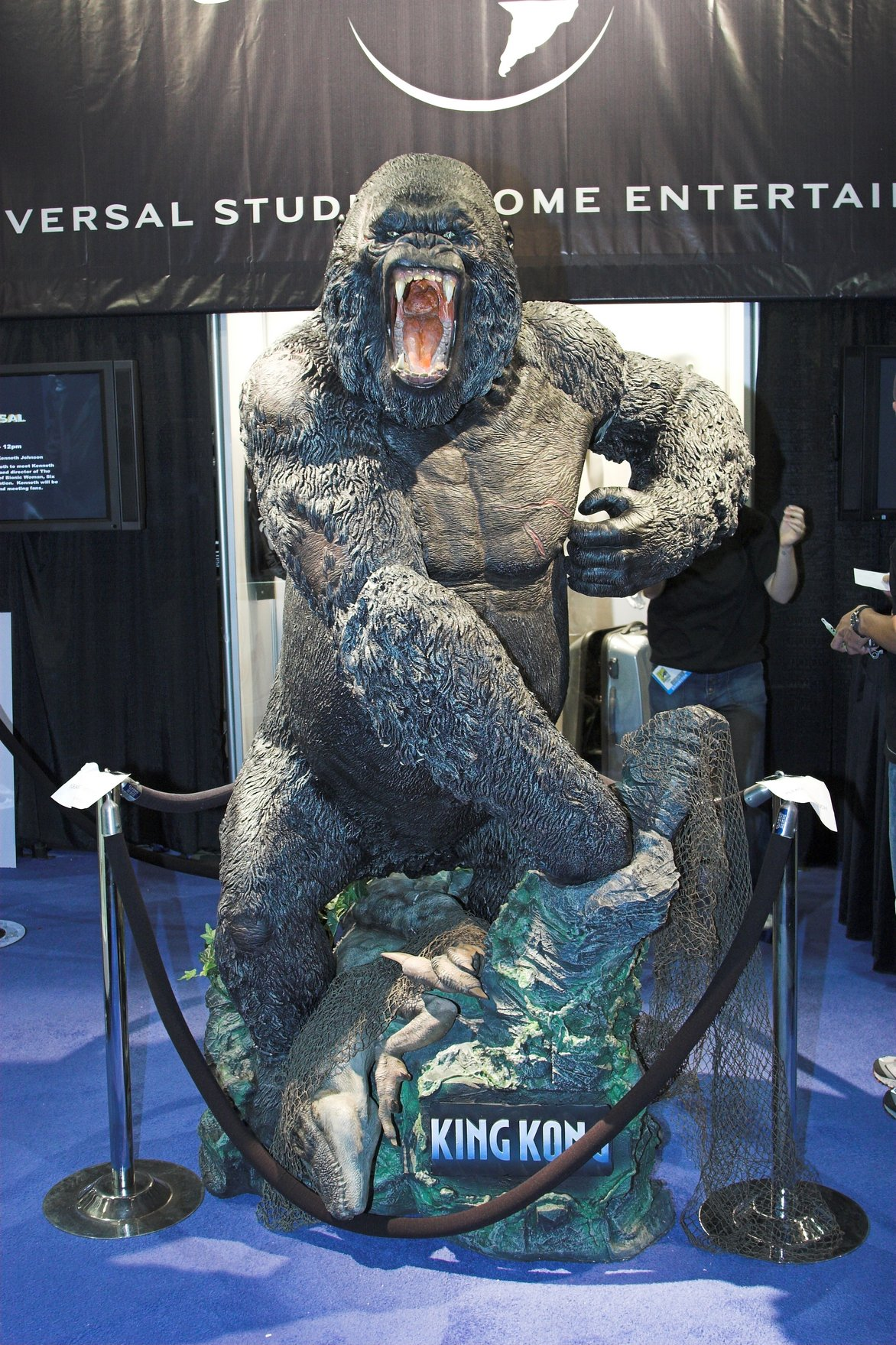
2005年電影《金剛》中登場的金剛形象。

作為哥倫比亞三星電視動畫系列《酷斯拉：系列》成功的回應，博克尼國際製作了《金剛：動畫系列》，於2000年至2001年在分級電視上播出。這個系列直接續接1933年電影的劇情，著重與金剛和一個名叫傑森的年輕人的DNA克隆而來的新金剛的故事。因此，傑森能夠在危急時刻通過一個特殊裝置與金剛產生聯繫。此外，該系列還延伸至兩部直接發行的動畫電影，包括《金剛：亞特蘭提斯之王》（2005年）和《金剛：重返叢林》（2006年）。
在《魔戒首部曲：魔戒現身》和《魔戒二部曲：雙城奇謀》相繼獲得成功之後，環球於2003年初找到正在為《魔戒三部曲：王者再臨》進行後期製作的傑克森，希望他再度重啟《金剛》重啟計劃。並在2003年3月確定電影於2005年上映的日期，聘請菲利帕·鮑恩斯重寫1996年的劇本。由於對1996年的劇本不滿意，傑克森於2003年10月開始編寫更接近1933年電影的新劇本，並融入了詹姆斯·阿什莫爾·克里爾曼在1933年電影劇本中未使用的元素，例如失落的蜘蛛坑場景。德洛斯·W·洛夫萊斯的1932年小說情節也成為電影的靈感來源。
《金剛》的製作由维塔数码和维塔工作室於《魔戒三部曲：王者再臨》完成後進行製作，傑克森重新聘請了《魔戒》三部曲的工作人員參與拍攝。電影拍攝於2004年9月開始，安迪·瑟克斯通過動態捕捉技術扮演金剛。環球於2005年12月13日上映《金剛》，該電影獲得普遍好評，並在2005年的多個十大榜單上取得優異成績。該片獲得了四項奧斯卡獎提名，包括視覺效果、混音、音效和製作設計，並贏得了前三項。

### 2010年代至今
2013年，彼得·傑克森和製片人瑪麗·帕倫特計劃製作《骷髏島》，這是2005年翻拍版的直接續集。原定由亞當·溫高德執導，但最終傑克森和溫加德退出項目。传奇影业在接手並重新開發該項目，帕倫特留下成為製作主管。2014年7月，傳奇影業宣布馬克斯·博倫斯坦將為電影撰寫劇本。最初計劃於2016年11月4日上映，由喬·柯尼許執導。然而，後來改由喬丹·沃格特-羅伯茲擔任導演，汤姆·希德勒斯顿領銜主演。2015年9月，電影從環球影業轉至華納兄弟，將金剛和哥吉拉的作品統一在一個工作室下進行製作。同年10月，傳奇影業正式宣布計劃在金剛和哥吉拉之間共享電影系列，最終製作一部哥吉拉大戰金剛電影，預計於2020年上映。2017年1月，傳奇影業創始人托马斯·图尔宣布辭職，但仍擔任《哥吉拉-金剛》系列的電影製片人，該共享系列也在此時揭曉為《怪獸宇宙》 。
受到《黑暗的心》和《現代啟示錄》的啟發，博倫斯坦最初構思了一部跨越越戰至今的戰爭電影，但傳奇影業拒絕了這個想法。博倫斯坦之後於1917年寫了一份草稿，保留了《現代啟示錄》的概念。在這個版本中，希德斯頓飾演的角色帶領救援任務進入骷髏島，尋找他的兄弟和一種治療血清。當沃格特-羅伯茲加入後，他將背景設定在越戰即將結束時。對於金剛的設計，沃格特-羅伯茲將其帶回1933年版本的外觀，追求簡單且具有標誌性，以便孩子們可以容易地畫出他的形象。泰瑞·諾特利通過表演捕捉飾演金剛，而托比·凯贝尔提供臉部表情。主要拍攝於2015年10月在夏威夷和越南展開，於2016年3月殺青。
《金剛：骷髏島》於2017年3月10日上映，獲得好評，全球票房為5.66億美元。此片獲得第90屆奧斯卡最佳視覺效果提名。2016年4月，作家兼藝術家喬·德維托（Joe DeVito）起訴傳奇影業和華納兄弟，指控竊取他於2014年與傳奇影業舉行的推介會議中提出的想法和概念。他聲稱傳奇影業未簽約使用他的想法，但仍以此作為電影的基礎，未署名或賠償。2017年3月，傳奇影業宣布建立編劇室，計劃製作怪獸宇宙系列，而溫高德被宣布將成為《哥吉拉大戰金剛》的導演。
同時期，MarVista Entertainment和IM全球宣布了他們將製作電視真人版《金剛》計劃。這部劇由喬納森·潘內爾（Jonathan Penner）和史黛西·蒂特（Stacy Title）撰寫，以德維託的作品為基礎，並獲得庫柏遺產管理委員會的批准。《哥吉拉大戰金剛》則在於2018年11月在夏威夷、澳洲和香港開始拍攝，並於2019年4月殺青。對於海洋戰鬥場景，動畫總監艾瑞克·佩蒂（Eric Petey）提供了全身和臉部捕捉對準金剛。電影在經歷嚴重特殊傳染性肺炎疫情的影響導致發行延遲，最終於2021年3月24日在國際上上映，這部電影在全球票房收入4.7億美元，盈虧平衡點為3.3億美元。
由於《哥吉拉大戰金剛》票房獲得成功，傳奇影業於2022年3月宣布推出續集，並計劃於同年晚些時候開始拍攝。2022年5月，宣布溫加德將回歸導演，拍攝於2022年7月在昆士蘭黃金海岸開始，並於2022年11月結束。2023年4月，傳奇影業發布了預告片，透露了電影的正式名稱為《哥吉拉與金剛：新帝國》。這部電影計劃於2024年3月29日院線上映。
2022年8月，迪士尼品牌電視宣布計畫在Disney+上製作自己的真人影集。該劇將由溫子仁的原子怪獸製作公司聯合製作，史蒂芬妮·福爾瑟姆擔任編劇，根據庫柏的原著和德維託的新小說改編，聚焦現代的新金剛，人物探索起源和謎團，以及他的家鄉島嶼。

## 作品列表

### 電影
| 電影                 | 上映日期       | 導演                                       | 故事                                             | 編劇                                             | 製作人                                                                             | 發行商                       |
| -------------------- | -------------- | ------------------------------------------ | ------------------------------------------------ | ------------------------------------------------ | ---------------------------------------------------------------------------------- | ---------------------------- |
| 金剛                 | 1933年3月2日   | 梅里安·庫珀、歐內斯特·B·舍德薩克           | 埃德加·華萊士、梅里安·庫珀                       | 詹姆斯·艾許摩·克里曼、露絲·蘿絲                  | 梅里安·庫珀、歐內斯特·B·舍德薩克                                                   | 雷電華電影                   |
| 金剛之子             | 1933年12月22日 | 歐內斯特·B·舍德薩克                        | 露絲·蘿絲                                        | 露絲·蘿絲                                        | 歐內斯特·B·舍德薩克                                                                | 雷電華電影                   |
| 金剛對哥吉拉         | 1962年8月11日  | 本多豬四郎（日本） 湯瑪斯·蒙哥馬利（美國） | 關澤新一 (日本) 保羅·梅森、布魯斯·霍華德（美國） | 關澤新一 (日本) 保羅·梅森、布魯斯·霍華德（美國） | 田中友幸（日本） 約翰·貝克 (美國)                                                  | 東寶（日本） 環球影業 (美國) |
| 金剛的逆襲           | 1967年7月22日  | 本多豬四郎                                 | 小亞瑟・蘭欽                                     | 馬淵薫                                           | 田中友幸、小亞瑟・蘭欽                                                             | 東寶（日本） 環球影業 (美國) |
| 金剛                 | 1976年12月17日 | 約翰·吉勒明                                | 小洛倫佐·森普爾                                  | 小洛倫佐·森普爾                                  | 迪諾·德·勞倫提斯                                                                   | 派拉蒙影業                   |
| 金剛復活             | 1986年12月19日 | 約翰·吉勒明                                | 羅納德·舒塞特、史蒂芬·普雷斯菲爾德               | 羅納德·舒塞特、史蒂芬·普雷斯菲爾德               | 瑪莎·帝·羅倫堤斯                                                                   | 德·羅倫提斯娛樂集團          |
| 金剛                 | 2005年12月14日 | 彼得·傑克森                                | 法蘭·華許、菲利帕·鮑恩斯、彼得·傑克森            | 法蘭·華許、菲利帕·鮑恩斯、彼得·傑克森            | 揚·布倫金、卡洛琳·康寧漢、法蘭·華許、彼得·傑克森                                   | 環球影業                     |
| 金剛：骷髏島         | 2017年3月10日  | 喬丹·沃格特-羅伯茲                         | 約翰・蓋汀斯                                     | 丹·吉洛伊、馬克斯·博倫斯坦、德里克·康納利        | 托马斯·图尔、強·賈希尼、艾利克斯·賈西亞、瑪麗·帕倫                                 | 華納兄弟                     |
| 哥吉拉大戰金剛       | 2021年3月24日  | 亞當·溫高德                                | 泰瑞·羅西奧、麥可·道格堤、扎克·希爾茲斯          | 艾瑞克·皮爾森、馬克斯·博倫斯坦                   | 湯瑪斯‧塔爾、強·賈希尼、布萊恩·羅傑斯、瑪麗·帕倫、艾利克斯·賈西亞、艾瑞克·麥克勞德 | 華納兄弟                     |
| 哥吉拉與金剛：新帝國 | 2024年3月29日  | 亞當·溫高德                                | 泰瑞·羅西奧、亞當·溫高德、蒙·巴雷特              | 泰瑞·羅西奧、賽門·巴雷特、傑瑞米·史列特          | 湯瑪斯‧塔爾、強·賈希尼、布萊恩·羅傑斯、瑪麗·帕倫、艾利克斯·賈西亞、艾瑞克·麥克勞德 | 華納兄弟                     |

### 動畫電影
| 電影                 | 上映日期       | 導演              | 故事                                           | 編劇                           | 製作人                      | 發行商            |
| -------------------- | -------------- | ----------------- | ---------------------------------------------- | ------------------------------ | --------------------------- | ----------------- |
| 強大的金剛           | 1998年6月16日  | 阿特·斯科特       | 威廉·J·基南                                    | 威廉·J·基南                    | 丹尼斯·德瓦蘭斯 林恩·亨德森 | 華納兄弟家庭娛樂  |
| 金剛：亞特蘭提斯之王 | 2005年11月22日 | 派崔克·阿奇博爾德 | 派崔克·阿奇博爾德 肖恩‧凱瑟琳·德瑞克 查克‧巴頓 | 肖恩‧凱瑟琳·德瑞克             | 艾倫·博特                   | BKN International |
| 金剛：重返叢林       | 2006年11月14日 | 斯圖爾特·埃文斯   | 肖恩·凱瑟琳·德里克 里克·昂加爾                 | 肖恩·凱瑟琳·德里克 里克·昂加爾 | 艾倫·博特 里克·昂加爾       | BKN International |

### 電視
| 系列標題       | 季數 | 集數 | 開播時間      | 播畢時間      | 節目統籌(s)                             | 頻道(s)                 |
| -------------- | ---- | ---- | ------------- | ------------- | --------------------------------------- | ----------------------- |
| 金剛秀         | 3    | 26   | 1966年9月10日 | 1969年8月31日 | 小亞瑟・蘭欽 朱爾斯·巴斯                | ABC（美國） NET（日本） |
| 金剛：動畫系列 | 2    | 24   | 2001年5月2日  | 2001年        | 肖恩·凱瑟琳·德里克 羅曼·範·萊姆特       | M6                      |
| 金剛：猿猴之王 | 2    | 23   | 2016年4月15日 | 2018年5月4日  | 阿維·阿拉德 艾倫·博特                   | Netflix                 |
| 骷髏島         | 1    | 8    | 2023年6月22日 | 2023年6月22日 | 布萊恩·達菲爾德 雅各布·羅賓遜 艾倫·博特 | Netflix                 |

## 評價

### 票房
| 電影           | 年份   | 票房總收入 (預計) | 票房總收入 (預計) | 票房總收入 (預計) | 票房總收入 (預計) | 票房銷售 (預計) | 票房銷售 (預計) | 預算                     |
| 電影           | 年份   | 美國及加拿大      | 其他國家          | 全球              | 參考來源          | 美國與加拿大    | 日本            | 預算                     |
| -------------- | ------ | ----------------- | ----------------- | ----------------- | ----------------- | --------------- | --------------- | ------------------------ |
| 金剛           | 1933年 | $10,000,000       | 1,777,000美元     | $11,777,000       | [ 81 ]            | 7,800,000       | 不適用          | $672,000                 |
| 金剛之子       | 1933年 | $616,000          | 不適用            | $616,000          | [ 83 ]            | 1,760,000       | 不適用          | $269,000                 |
| 金剛對哥吉拉   | 1962年 | $2,700,000        | $7,667,650        | $10,367,650       |                   | 3,200,000       | 12,600,000      | $620,000                 |
| 金剛的逆襲     | 1967年 | $3,000,000        | 不適用            | $3,000,000        |                   | 2,300,000       | 不適用          | 不適用                   |
| 金剛           | 1976年 | $52,614,445       | $38,000,000       | $90,614,445       | [ 86 ]            | 24,701,600      | 不適用          | $23,000,000 – 24,000,000 |
| 金剛復活       | 1986年 | $4,711,220        | $44,200,000       | $48,911,220       |                   | 1,231,200       | 不適用          | $18,000,000              |
| 金剛           | 2005年 | $218,080,025      | $344,283,424      | $562,363,449      | [ 90 ]            | 33,885,140      | 1,900,000       | $207,000,000             |
| 金剛：骷髏島   | 2017年 | $168,052,812      | $398,600,000      | $566,652,812      | [ 93 ]            | 18,970,200      | 1,680,000       | $185,000,000             |
| 哥吉拉大戰金剛 | 2021年 | $100,315,000      | $363,100,000      | $463,415,000      | [ 96 ]            | 不適用          | 不適用          | $160,000,000             |
| 總計           |        | $550,429,502      | $1,182,496,698    | $1,722,926,200    |                   | 93,848,140      | 16,180,000      | 595,561,000美元          |

### 批評與公眾反應
| 電影                     | 爛番茄          | Metacritic     |
| ------------------------ | --------------- | -------------- |
| 金剛（1933年）           | 98% (58則評論)  | 90% (12則評論) |
| 金剛之子（1933年）       | 36% (11則評論)  | 50% (6則評論)  |
| 金剛對哥吉拉（1961年）   | 47% (15則評論)  | 40% (4則評論)  |
| 金剛的逆襲（1968年）     | 不適用          | 不適用         |
| 金剛（1976年）           | 53% (36則評論)  | 61% (11則評論) |
| 金剛復活（1986年）       | 8% (10則評論)   | 32% (9則評論)  |
| 金剛（2005年）           | 84% (262則評論) | 81% (39則評論) |
| 金剛：骷髏島（2017年）   | 75% (389則評論) | 62% (49則評論) |
| 哥吉拉大戰金剛（2021年） | 75% (378則評論) | 59% (57則評論) |

## 文化影響
金剛現已成為電影史上最為知名的角色之一，其在全球流行文化中的地位使其成為廣告、卡通、漫畫書、電影、雜誌封面、戲劇、詩歌、政治漫畫、短篇小說、電視節目等多種媒體的靈感來源。金剛及其主演的系列電影在世界各地廣泛被提及，這使金剛不僅成為流行文化的偶像，也成為現代神話的代表。該系列的影響力不僅體現在直接的複製中，還涵蓋了模仿和幽默引用等多種形式。

## 其他媒體

### 電子遊戲
| #  | 標題                   | 年份           | 開發商                           | 發行商                                        | 平台 |
| -- | ---------------------- | -------------- | -------------------------------- | --------------------------------------------- | --- |
| 1  | 金剛                   | 1982年         | Tigervision                      | Tigervision                                   | Atari 2600 |
| 2  | 金刚2 愤怒的百万吨拳头 | 1986年         | 科樂美                           | 科樂美                                        | 红白机 |
| 3  | 金剛2：甦醒的傳說      | 1986年         | 科樂美                           | 科樂美                                        | MSX2 |
| 4  | 金剛：世界第八大奇蹟   | 1990年         | Data East                        | Data East                                     | Pinball |
| 5  | 金剛：亞特蘭提斯之王   | 2005年         | Skyworks Interactive、Game Titan | Majesco                                       | Game Boy Advance                                                                                                 |
| 6  | 金剛：世界第八大奇蹟   | 2005年         | Ubisoft                          | Ubisoft                                       | Game Boy Advance                                                                                                 |
| 7  | 金剛                   | 2005年         | Ubisoft Montpellier              | Ubisoft                                       | Game Boy Advance、GameCube、Microsoft Windows、PlayStation 2、Xbox,、Nintendo DS、Xbox 360、PlayStation Portable |
| 8  | 哥吉拉大怪獸大逃殺     | 2012年         | AWM工作室                        | AWM工作室                                     | 网络游戏 |
| 9  | 巨型怪獸戰鬥           | 2014年（延期） | 日光遊戲                         | 日光遊戲、Sega (PS4)、[任天堂]] (3DS與Switch) | Steam、PlayStation 4、Xbox One、Nintendo 3DS、Switch                                                             |
| 10 | 金剛VR: 目的地骷髏島   | 2017年         | 華納兄弟影業                     | 華納兄弟影業                                  | 虛擬實境 |
| 11 | 使命召唤：战争地带     | 2022年         | Raven Software                   | Activision Publishing                         | Battle.net、PlayStation 4、Xbox One、PlayStation 5,、Xbox Series X/S                                             |
| 12 | 骷髏島：金剛崛起       | 2023年         | IguanaBee                        | GameMill Entertainment                        | PlayStation 5、PlayStation 4、Xbox Series X/S、Xbox One、Nintendo Switch、Steam                                  |

多家公司在多年來推出了多款以金剛為主題的電子遊戲。這些遊戲包括手持式液晶遊戲、電子遊戲和彈珠機。虎掌機於1981年至1984年期間推出踱部金剛遊戲系列，包括在1981年推出了一款桌上型液晶遊戲。1982年，推出了Atari 2600版本的視頻遊戲和一款手持遊戲，包括普通版本和大屏幕版本。1983年，推出了「Orlitronic」遊戲（針對國際市場）。1984年，推出了彩色「Flip-Up」遊戲。
Epoch於1982年推出了兩款液晶遊戲，分別為《金剛：紐約》和《金剛：叢林》1986年，科樂美推出了兩款基於電影《金剛復活》的遊戲，分別為Famicom平台的《金刚2 愤怒的百万吨拳头》和MSX電腦平台的《金剛2：甦醒的傳說》。1988年，科樂美將金剛角色引入了跨界遊戲《科拿米世界》。所有這些遊戲均僅在日本發售。
Data East在1990年計劃推出一款名為《金剛：第八大奇蹟》的彈珠機，但實際僅生產了9台。1992年，任天堂推出了一款名為《瑪利歐失踪了》的教育遊戲，其中包含一個涉及金剛在紐約市進行寶藏尋找的關卡。在NES版本中，金剛的形象以手臂抓住帝國大廈的圖像呈現，而在SNES版本中，以全身雕像的形式呈現。
Bam! Entertainment於2002年推出了一款基於《金剛：動畫系列》的Game Boy Advance遊戲。緊接著，MGA Entertainment於2003年推出了一款電子手持式金剛遊戲，同時附帶小型公仔。隨後，Majesco Entertainment於2005年推出了一款基於直接發行的動畫電影《金剛：亞特蘭提斯之王》的Game Boy Advance遊戲。
2005年，育碧推出了兩款基於2005年版《金剛》的電子遊戲。其中《彼得·傑克遜的金剛：電影官方遊戲》在所有遊戲平台上發售，而另一款《金剛：第八大奇蹟》則針對Game Boy Advance發售。此外，Gameloft為迎合該電影的上映則推出手機版本，而Radio Shack也推出了一款迷你彈珠遊戲。Taiyo Elec Co於2007年推出了一款金剛彈珠機遊戲。
2021年，Raw Thrills推出了一款名為《金剛：骷髏島之王》的影院虛擬現實動作遊戲。，同年，金剛成為東寶手機遊戲《哥吉拉戰線》中的可遊玩角色，作為與電影《哥吉拉大戰金剛》合作推廣的一部分。
2022年，金剛與哥吉拉一起作為非可遊玩角色出現在《使命召唤：战争地带》中。再次作為與《哥吉拉大戰金剛》的合作推廣的一部分，此次更新被稱為「君主行動」。基於金剛的玩家皮膚也同時釋出，適用於《戰區》和《使命召喚：先鋒》。同年，金剛還出現在遊戲《戰艦世界》中。金剛也在手機遊戲《金剛骷髏島x Evony：王者歸來》中以非可遊玩角色的形式出現，這是與電影《金剛：骷髏島》相關聯的一部分。
2023年，Zen Studios推出了名為《哥吉拉對金剛：彈珠包》的Pinball FX三合一遊戲合集，其中包括三款遊戲，分別是《金剛彈珠》、《哥吉拉彈珠》和《哥吉拉對金剛彈珠》。同年，GameMill Entertainment為所有平台推出了《骷髏島：金剛的崛起》。
除了主演自己的遊戲外，金剛對其他毀滅城市的巨大猩猩產生了明顯影響，例如《狂暴巨獸》系列的喬治、《怪獸之王》的吳、《怪物之戰》的康加爾，以及被奉為神明的巨大猩猩，如《原始狂怒》中的混沌和暴雪。

### 文學

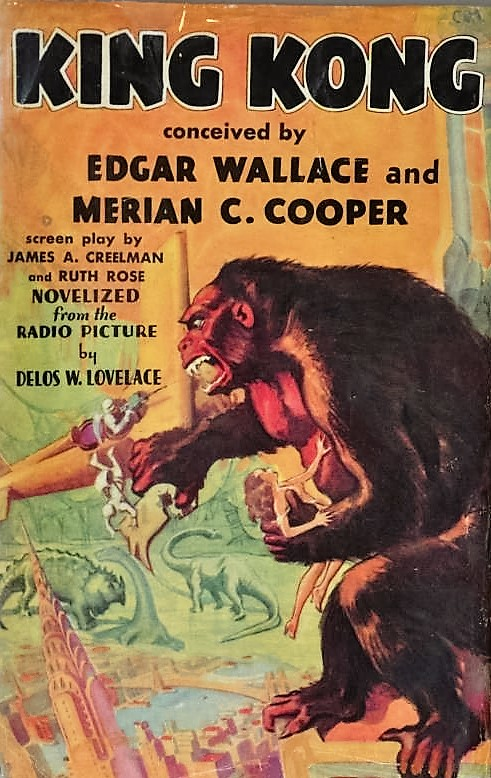
德洛斯·W·洛夫萊斯於1932年撰寫的小說《金剛》的封面。這部小說於1933年3月2日電影在紐約首映前兩個月前發行。

數十年來，已出現許多由不同出版商推出的基於金剛的書籍、小說和漫畫。
在1932年12月，當電影《金剛》完成製作時，梅里安·庫珀請求他的朋友德洛斯·W·洛夫萊斯將電影的劇本改編成小說。並由格羅塞特和鄧拉普出版社出版，該書於同年12月27日發行，正好在電影於1933年3月2日首映的2個多月前。作為電影推廣活動的一部分。小說化的書籍被歸功於「詹姆斯·克里爾曼和露絲·蘿絲的劇本。經電影改編而成」。標題下的署名寫著「來自埃德加·华莱士和梅里安·C·庫珀的構想」。然而，儘管有這個名稱，華萊士對故事或角色幾乎沒有什麼貢獻。在一次訪談中，作者和藝術家喬·德維托解釋：
據我所知，當時著名的作家愛德加·華萊士在製作過程中很早就去世了。他的作品幾乎沒有出現在最終故事中，但他的名字被保留下來是因為它很好賣...金剛是庫珀的創作，是他真實生活冒險的一種幻想表現。正如許多人之前提到的，庫珀是卡爾·德納姆。他的實際冒險與電影中印第安纳·琼斯所做的一切相媲美。
有關華萊士貢獻《金剛》的這一結論，在奧爾維爾·戈爾德納和喬治·E·特納的書籍《金剛的誕生》（1975年）中得到證實，華萊士在日記中表示：「梅里安·庫珀打電話給我們，我們談論我們將要寫的巨大動物劇，或者更確切地說是我在寫，他在指導」，「當地報紙上已經宣布我正在和梅里安·庫珀一起創作一個超級恐怖故事，但事實上，這更像是他的故事，而並非是我的...如果成功的話，我將因這部電影獲得比我應得的更多的榮譽，但如果失敗的話，我將受到公眾的指責，這似乎才是公平的」。華萊士於1932年2月10日死於合併糖尿病的肺炎，後來庫珀讓詹姆斯·克雷爾曼和最終露絲·羅斯完成劇本。庫珀後來表示：「實際上，愛德加·華萊士沒有寫過金剛的任何一個詞...我答應了給他榮譽，所以我給了他」。
該小說於1965年由庫珀經矮腳雞圖書出版公司重新出版，由於版權過期，該書進入公共領域，引起多家出版商的多次重印。1983年，朱迪思·科納威（Judith Conaway）為該小說編寫了一個兒童改編本，名為《金剛（Step Up Adventures）》，由邁克·伯倫斯坦插畫，隨機屋出版。另外，安東尼·布朗在1994年創作了兒童改編本，名為《安東尼·布朗的金剛》，被視為從愛德加·華萊士和梅里安·庫珀的故事中發展而來，由特納出版公司出版。該書於2005年在英國以平裝本重新發行。同年，Blackstone Audio製作了該書的有聲讀物，由史蒂芬·洛德尼基朗讀。StarWarp Concepts於2017年發布了一個包含來自布爾普漫畫藝術家保羅·圖瑪（Paul Tuma）的6幅新插圖的電子書版本。
除了小說化外，這部電影還在一本小報上連載。在1933年，神秘雜誌以愛德加·華萊士的名義發表了一篇名為《金剛》的连载小说，作者是沃爾特·F·裡珀格（Walter F. Ripperger）。這部連載小說分兩部分刊登在該雜誌的二月和三月號中。
在英國，這部電影於1933年10月28日在兩本不同的小報上連載：在兒童雜誌《Boys Magazine》（第23卷，第608號）中未署名，以及在當月的《Cinema Weekly》中歸功於愛德加·華萊士，由德雷科特·蒙塔古·德爾（Draycott Montagu Dell）（1888–1940）編寫。此後，這個短篇小說改編於1988年出現在彼得·海寧（Peter Haining）的書《電影怪獸》中，由英國Severn House出版。同時，該小說由H. Kingsley Long在倫敦《每日先驅報》上連載，於1933年4月首次發表，共有37個部分。1973年，菲利普·荷西·法爾默（Philip Jose Farmer）為洛夫萊斯的小說寫了一個短篇小說續集，名為《金剛倒下後》（After King Kong Fell），發表在《OMEGA：一系列原創科幻故事》中。
1977年，艾斯書房出版了1976年《金剛》的重拍小說化作品，名為《狄諾·德·勞倫蒂斯製作的金剛》，實際上是羅倫佐·賽姆普爾賈爾（Lorenzo Semple Jr.）於1976年編寫的劇本以書籍形式出版。該書由法蘭克·法拉捷特設計封面。2005年，為了配合2005年電影《金剛》上映，推出了各種與電影相關的書籍。克里斯多福·高登根據法蘭·華許、菲利帕·鮑恩斯和彼得·傑克森的劇本撰寫了小說化作品。馬特·科斯特羅（Matt Costello）為電影編寫了一本正式的前傳小說，名為《金剛：骷髏之島》。這些書由口袋書店出版。哈珀書籍還出版了各種插圖兒童書籍，包括朱莉婭·西蒙-科爾（Julia Simon-Kerr）的《金剛的王國》、珍妮弗·弗朗茲（Jennifer Franz）的《見識金剛和安》以及《前往骷髏島》、劳拉·J·伯恩斯（Laura J. Burns）的《逃離骷髏島》和《金剛：世界的第八大奇蹟——少年小說》、凱瑟琳·哈普卡（Catherine Hapka）的《尋找金剛》以及唐·卡里（Don Curry）為《金剛：世界的第八大奇蹟》編寫的豪華有聲故事書。維塔工作坊（Weta Workshop）出版了一本名為《金剛的世界：骷髏島的自然史》的影片概念藝術集，由Pocket Books出版。這本書的寫作和設計旨在模仿自然指南和歷史記錄的風格。
2005年，iBooks公司出版了一本非官方的名為《金剛重生》的金剛相關書籍，作者是拉塞爾·布拉克福德。
自1996年以來，喬·德維托與梅里安·C·庫珀的遺產合作，為基於金剛角色的各種書籍撰寫和/或繪製插圖。首本作品是被標籤為1932年《金剛》小說化的官方續集/前傳的起源故事，《金剛：骷髏島之王》。這本插圖精裝小說於2004年由DH Press出版，並由德維托與布拉德·斯特里克蘭（Brad Strickland）和約翰·米奇格（John Michlig）共同編寫故事，並包括雷·哈利豪森的介紹。2005年，這本書發布平裝版本，增加了額外的頁數。喬伊·多里亞旁白、由RadioArchives製作的CD有聲讀物也同時發布，而Copyright 1957 LLC在2011年和2013年分別發布了一個互動的兩部曲應用程序。同年，德維托和斯特里克蘭共同編寫了另一本書，名為《梅里安·C·庫珀的金剛》，由St. Martin's Press出版。這是對原始1932年小說化的全面改寫，更新了語言和古生物學，並增加了五章新內容。一些額外的元素和角色與《金剛：骷髏島之王》相關，使這兩本獨立的書籍形成一個連續的故事情節。
2013年，為慶祝《金剛》和《薩維奇博士》的80周年紀念。《薩維奇博士：骷髏島》出版，這本正式授權的書由威爾·莫瑞編寫，並基於德維托的概念創作。2016年，Altus Press出版了另一本交叉小說，這次是金剛和泰山之間的會面，標題為《金剛vs泰山》，同樣由莫瑞編寫，德維托提供插圖。2017年，另一個起源故事，標題為《金剛與骷髏島》的新書發行。Markosia於2020年發布了該書的擴展版本及兩本新書。
2017年3月，Titan Books發布了由蒂姆·萊博撰寫的小說化作品《金剛：骷髏島》，以及由西蒙·沃德編寫的硬皮書《金剛：骷髏島的藝術和製作》。
2021年，為配合《哥吉拉大戰金剛》的上映，則推出了各種相關書籍。3月30日，傳奇漫畫發布了由馬里·阿內洛撰寫的圖形前傳小說《金剛王國》，以及由琪琪·索普編寫並由尼迪查納尼繪製的兒童圖畫書《我與金剛》。4月6日，泰坦圖書發布了由格雷格·凱斯撰寫的《哥吉拉大戰金剛：官方電影小說》。Insight Editions發布了一本名為《哥吉拉大戰金剛：有時朋友會打架（但他們總是和好）》的兒童硬頁書，由卡羅爾·赫林（Carol Herring）編寫，同年5月21日，還發布了由丹尼爾·華勒斯編寫的《哥吉拉大戰金剛：一敗塗地，終極大逃殺的藝術》。

### 主題樂園

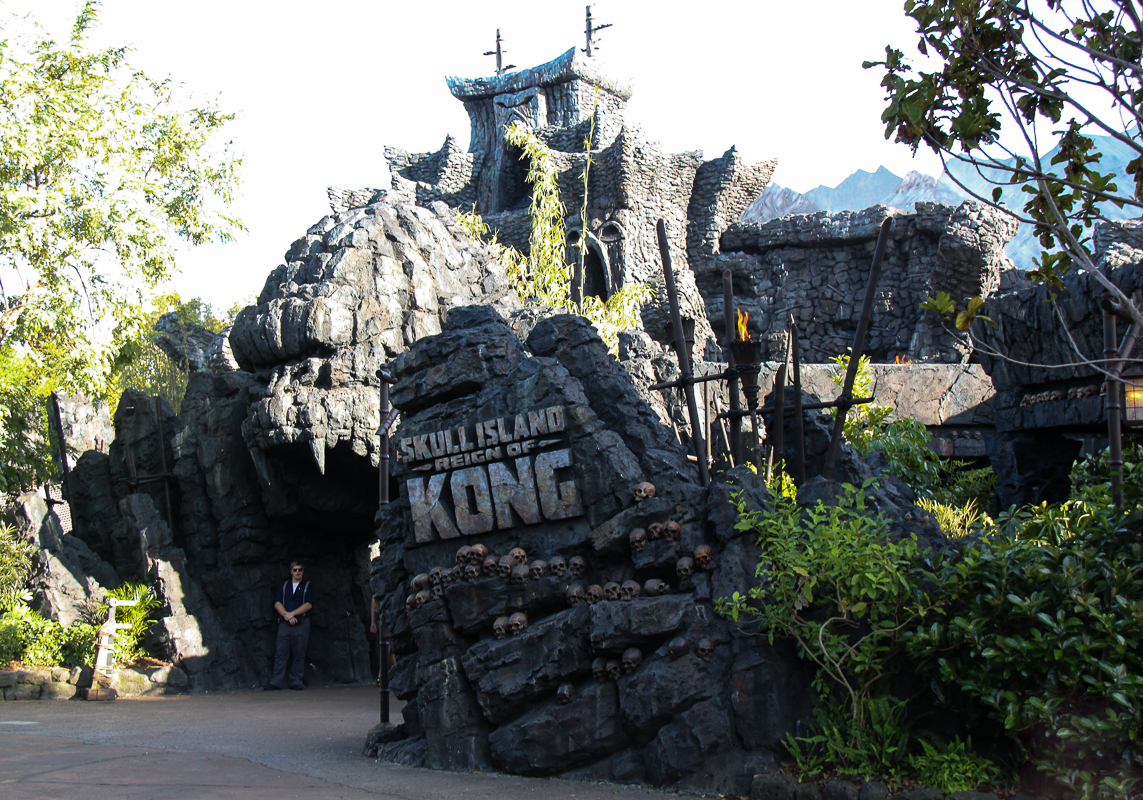
位於佛羅里達州環球影城的骷髏島：金剛之王的統治。

環球影城在加利福尼亞州的好萊塢環球影城和佛羅里達州奧蘭多的奧蘭多環球影城度假村推出了以《金剛》為主題的遊樂設施。
第一個金剛景點名為《金剛遭遇》，是環球影城好萊塢的影城之旅的一部分。該設施基於1976年的電影《金剛》，帶領遊客進入1976年的紐約市，目擊金剛在城市中肆虐的暴行。蓋設施原於1986年6月14日開業，並於2008年6月1日在一場大火中被摧毀。環球影城推出了一個名為《金剛：360 3-D》的3D金剛遊覽作為替代，於2010年7月1日開業，主題以2005年電影《金剛》為基礎。
第二個更為複雜的遊樂設施於1990年6月7日在佛羅里達州環球影城開放，名為《金剛對抗》，這個遊樂設施包含了《金剛遭遇》的獨立擴展版本，讓遊客逃離羅斯福島空中纜車，這個遊樂設施於2002年9月8日關閉，並於2004年5月21日被《木乃伊的復仇》取代。
《骷髏島：金剛之王的統治》的新金剛景點於2016年7月13日在冒險島開放，使其成為自環球影城佛羅里達州關閉14年後奧蘭多的第一個金剛主題遊樂設施。
胡斯公園景點製造的金剛遊樂設施也於2010年出現在中國常州恐龙园。在這個遊樂設施中，金剛將提起車廂，將其降下並使其傾斜各種方向。

### 音樂劇
音樂劇《金剛》獲得了梅里安·庫珀遺產委員會的認可後，於2013年6月15日首演於澳洲墨爾本的麗晶劇院，由馬利爾斯·迪·佛里斯擔任配樂。此後，該音樂劇在2018年11月8日於百老匯劇院上演，名為《金剛：百老匯》。創意團隊包括書籍作家傑克索恩（Jack Thorne）、導演兼編舞德魯麥奧尼（Drew McOnie）和澳洲詞曲作家艾迪佩克特（Eddie Perfect），他們接替了先前的澳洲創意人員。
巨大的金剛木偶是由環球生物科技打造的，高達20英尺，重達2,400磅。這個木偶由一個大型設備操作，台上有10名木偶師，並搭載了一系列微處理器和微型電機，為面部特徵的運動提供動力。設計金剛木偶的桑尼·泰德斯表示，這是有史以來最複雜的木偶，並指出金剛是分層建構的，與真實的解剖結構非常相似。木偶的鋼骨架上，車身外殼由硬質玻璃纖維、強化充氣物、高壓充氣物和裝滿苯乙烯豆的袋子混合而成。這些苯乙烯豆能夠像肌肉一樣伸展和扭曲，使金剛仿佛呈現一座移動雕塑的感覺。

## 另見
- 怪獸
- 特攝
- 哥吉拉系列
- 卡美拉系列
- 怪獸宇宙
- 人猿星球
- 环球城市影业诉任天堂案

其他以「金剛」為名的非官方電影：
- 日本金剛（日语：和製キング・コング）：1933年上映的日本電影。
- 金剛現身江戶（日语：江戸に現れたキングコング）：1938年上映的日本電影。
- 剛噶（英语：Konga_(film)）：1961年上映的英國電影。
- 金剛大逆襲（英语：Ape_(1976_film)）：1976年上映的韓國電影。
- 猩猩王：1977年上映的香港電影。

### 書目
- Bahrenburg, Bruce. . New York City: Pocket Books. 1976. ISBN 978-0671807962.
- Galbraith IV, Stuart. . Scarecrow Press. 2008. ISBN 9781461673743.
- Morton, Ray. . New York City: Applause Theatre & Cinema Books. 2005. ISBN 978-1557836694. OCLC 61261236.
- Nakamura, Tetsu; Shiraishi, Masahiko; Aita, Tetsuo; Tomoi, Taketo; Shimazaki, Jun; Maruyama, Takeshi; Shimizu, Toshifumi; Hayakawa, Masaru. . ASCII MEDIA WORKS. 29 November 2014. ISBN 978-4-04-866999-3 （日语）.
- Pryor, Ian. . New York City: Thomas Dunne Books. 2004. ISBN 0-312-32294-1.
- Ryfle, Steve. . ECW Press. 1998. ISBN 1550223488.
- Ryfle, Steve; Godziszewski, Ed. . Wesleyan University Press. 2017. ISBN 9780819570871.
- Sibley, Brian. . London: HarperCollins. 2006. ISBN 0-00-717558-2.
- Woods, Paul A. . . London: Plexus Books. 2005. ISBN 0-85965-356-0.